# Payena
Payena é um género botânico pertencente à família Sapotaceae.